# Tiefenwasser
Tiefenwasser (Synonyme: tiefes Grundwasser, Tiefengrundwasser und totes Wasser) ist jener Teil des Grundwassers, der durch ein oder mehrere wasserunlösliche Schichten vom ersten Grundwasserstockwerk (etwa das oberflächennahe Grundwasser) abgetrennt ist. Die Tiefenlage ist nach geowissenschaftlichen Kriterien von verschiedenen Umfeldbedingungen abhängig und kann mehrere 100 oder 1000 Meter betragen.

## Beschreibung
Tiefenwasser hat oft nur eine geringe Zirkulationsrate (geringe Regenerationsfähigkeit) als oberflächennahes Grundwasser. Dadurch bleibt es deutlich länger im Untergrund: mehrere Jahrzehnte bis einige Jahrtausende. In den Fällen, wo seit langer Zeit kein oder nur geringer Nachfluss in den mit Wasser angereicherten Grundwasserleiter erfolgt, spricht man von Fossilem Wasser. Deshalb wird von einer Nutzung des Tiefenwassers als Trinkwasser mitunter abgeraten.
Der Sauerstoffgehalt von Tiefenwasser ist erheblich niedriger als der von oberflächennahem Grundwasser; dafür kann je nach Lagebeziehungen des Grundwasserkörpers sein Eisen- und Mangangehalt erhöht, so dass Trinkwasserqualität im Allgemeinen erst durch Aufbereitung zu erreichen ist.
Während „Grundwasser“ eindeutig definiert ist als „jedwedes Wasser im Untergrund“, wird der Begriff Tiefenwasser nicht immer einheitlich verwendet.
So berichtet eine Quelle, dass Mineralwasser „zumeist“ aus tieferen Grundwasserschichten stammt, Während eine Reihe anderer Quellen postulieren, dass „Mineralwasser … durch mindestens eine wasserundurchlässige Schicht vom Grundwasser getrennt“ sei.
Oft wird dieser Zusammenhang von Mineralwasser und Tiefenwasser auch durch Bilder bzw. Videos hergestellt.
Aus Sicht der Lebensmittelwirtschaft wird Tiefenwasser als Gegensatz zu Oberflächenwasser definiert. Im Rahmen der gewerbliche Wassernutzung „für das Herstellen, Behandeln und Inverkehrbringen von natürlichem Mineralwasser, von Quellwasser und Tafelwasser […], abgefülltem Trinkwasser“ ist in Deutschland seit 1984 mit einer Rechtsverordnung des Bundesministers für Jugend, Familie und Gesundheit festgelegt, dass „natürliches Mineralwasser“ aus „unterirdischen, vor Verunreinigungen geschützten Wasservorkommen“ gewonnen wird.

## Weitere Begriffsverwendung
- In der Geothermie[20][21]
- In der Ozeanographie: Wassermassen der ozeanischen Zirkulation unterhalb von etwa 1000 m,[22] z. B. Nordatlantisches Tiefenwasser